# Кровавая леди Батори
«Крова́вая ле́ди Ба́тори» (англ. Lady of Csejte) — исторический триллер режиссёра Андрея Конста, основанный на истории графини Елизаветы Батори (1560—1614), считающейся одной из самых кровавых женщин-серийных убийц в истории. Премьера фильма состоялась 26 февраля 2015 года.

## Сюжет
Действие фильма происходит в начале XVII века в местности Чейте (Чахтице, королевство Венгрия), где властвует графиня Батори, известная своей красотой, умом и богатством. В окрестностях деревни давно пропадают дети, в основном — девочки-подростки. Главными героями фильма выступают брат и сестра из цыганского табора, Миша и Алетта, которые зарабатывают на жизнь трюками и воровством, а также разыскивают свою старшую сестру Катю, пропавшую год назад.
Однажды дети попадаются на краже, но по приказанию леди Батори их отпускают из-под суда и передают под её опеку в Чахтицкий замок. Дети подозревают, что в замке творится что-то неладное, и начинают расследование, с целью узнать, что стало с их сестрой. В этом деле они сталкиваются с противодействием со стороны слуг графини Батори, которые принимают участие в её ужасных преступлениях, а также местных властей, которые потворствуют влиятельной женщине.

## В ролях
| Актёр               | Роль                               |
| ------------------- | ---------------------------------- |
| Светлана Ходченкова | Елизавета Батори                   |
| Изабель Аллен       | Алетта, цыганская девочка          |
| Лукас Бонд          | Миша, брат Алетты                  |
| Ада Кондееску       | Катя, старшая сестра Алетты и Миши |
| Богдан Фаркаш       | граф Турзо', следователь           |
| Павел Деревянко     | Атилла, следователь                |
| Лия Синчевич        | Дората, служанка графини           |
| Александра Пояна    | Илона, служанка графини            |
| Пауль Дьяконеску    | Ласло                              |
| Вирджиния Рогин     | слепая женщина                     |
| Валентин Теодосию   | Медведь, помощник судьи            |
| Клаудиу Трандафир   | судья                              |

## Создание
Фильм является совместным продуктом студий Enjoy Movies и Glacier Films, до этого принимавших участие в создании фильма «Ограбление по-американски». Съемки начались в ноябре 2013 года и проходили в Бухаресте, в павильонах крупной румынской студии Media Pro. Вместо разрушенного Чахтицкого замка, в котором жила реальная графиня Батори, снимали замок Корвинов в городке Хунедоара в Румынии, в котором в 1988 году проходили съемки советского фильма «Приключения Квентина Дорварда, стрелка королевской гвардии».
По словам одного из продюсеров, Георгия Малкова, жанр картины можно определить как «исторический мистический триллер»:
Несмотря на то, что наш сопродюсер Стивен Шнайдер прославился работой именно в жанре хоррора, фильм, скорее всего, можно описать как исторический мистический триллер, который мы постараемся выполнить в духе картины «Другие». Но при этом мы использовали фирменную псевдодокументальную манеру съемки Шнайдера, которая, на наш взгляд, будет оригинальным ходом для исторического кино.

## Отзывы
Фильм получил преимущественно отрицательные отзывы кинокритиков.